# Quantanthura sinuata
Quantanthura sinuata är en kräftdjursart som beskrevs av Brian Frederick Kensley 1982. Quantanthura sinuata ingår i släktet Quantanthura och familjen Anthuridae. Inga underarter finns listade i Catalogue of Life.